# زيورخ
زيورخ(بالألمانية: Zürich تُلفظ بالألمانية: [ˈtsy:rɪç]، بالفرنسية: Zurich) هي إحدى أهم مدن سويسرا وأكبرها على الإطلاق. تقع في وسط شمال البلاد على مقربة من الحدود الألمانية على بحيرة زيورخ. تشتهر المدينة بشركات الخدمات المصرفية والتي تصنف الأفضل في العالم.
وقد حصلت مدينة زيورخ السويسرية على أفضل مدينة للعيش في العالم لثلاثة أعوام على التوالي.
تعد أفضل مدن العالم أمنا ونظافة وهدوء والشيء الجميل الذي فيها هو جمعها بين الحاضر والماضي فالأبنية الموجودة فيها تعود إلى عدة قرون ويوجد فيها أكبر سوق للذهب وترتيب بورصتها الرابعة على العالم بعد نيويورك ولندن وطوكيو
ويصنف المعهد الفدرالي للتكنولوجيا بزورخ كثالث أفضل جامعة في أوروبا بعد جامعتي جامعة كامبردج وجامعة أوكسفورد
تعد مدينة زيورخ «عاصمة للخبرات» وتتميز بمحاذاتها للمياه، وبمنظر رائع من جبال الألب المغطى بالثلوج في الأفق. ويقدم وسط مدينة زيورخ في سويسرا مزيجا فريدا من عوامل الجذب- إذ يوجد فيها أكثر من 50 متحفا وأكثر من 100 من المعارض الفنية، والأزياء العالمية، وتصاميم زيورخ، والحياة الليلية الأكثر إثارة وحيوية في سويسرا. بالإضافة إلى مجموعة من الأنشطة الترفيهية والتي تتضح لدى زيارة الضفة ومناطق الإستحمام والسباحة على ضفاف البحيرة في قلب المدينة، إلى ارتفاع مذهل في جبل «أوتيلوبرغ».
المدينة ذات مستوى معيشة عالي الجودة تقدم زيورخ مستوى معيشة عالي الجودة: فمنذ عام 2002 وحتى عام 2008 سميت مدينة زيورخ من قبل «ميرسير» لاستشارات الموارد البشرية، 7 مرات على التوالي على أنها مدينة ذات الجودة الأعلى من المعيشة في العالم، واستند التحليل على مثل تلك المعايير كالسلامة والنظافة والفعاليات الثقافية والطعام والمناطق الترفيهية القريبة من بعضها.
وفي عام 2012 تصدرت زيورخ قائمة أفضل مدينة في العالم لأكثر المدن ملائمة للعيش نشرته مجلة «مونوكل» البريطانية. وانتقلت زيورخ من المركز الثاني إلى المركز الأول.
ومن بين المعايير المستخدمة لتصنيف المدن معدل الجريمة والرعاية الصحية وعدد ساعات شروق الشمس كل عام والحجم الجغرافي للمدينة ونوعية المطار والوسط الفني.

## نبذة تاريخية

### بدايات تاريخية
عُثر على مستوطنات العصر الحجري الحديث والعصر البرونزي حول بحيرة زيورخ. اكتشِفت آثار ما قبل العصر الروماني لمستوطنات سلتيك ولاتين بالقرب من ليندنهوف، وهو تل من الركام الجليدي يهمين على الممر المائي الجنوبي الغربي الذي يشكل بحيرة زيورخ ونهر ليمات. في العصر الروماني، أثناء غزو منطقة جبال الألب في عام 15 قبل الميلاد، بنى الرومان قلعة في ليندنهوف. في وقت لاحق تأسست توريكوم (اسم جغرافي من أصل كلتي واضح)، وهي نقطة جمع الضرائب على البضائع المهربة عبر على نهر ليمات، والتي شكلت جزءًا من الحدود بين بلجيكا الغالية (من 90 بعد الميلاد جرمانيا الكبرى) ورائيتيا: تطورت هذه النقطة الجمركية فيما بعد إلى بلدة صغيرة (فيكوس). بعد إصلاحات الإمبراطور قسطنطين في عام 318 بعد الميلاد، كانت الحدود بين بلاد الغال وإيطاليا (اثنتان من الولايات الإمبراطورية الأربع للإمبراطورية الرومانية) تقع شرق توريكوم، وتعبر نهر لينث بين بحيرة والين وبحيرة زيورخ، حيث توجد قلعة وحامية لمراقبة سلامة توريكوم. يعود أقدم سجل مكتوب للمدينة إلى القرن الثاني، مع وجود شاهد قبر يشير إليها على أنها مركز زيورخ لجمع ضريبة القيمة البالغة 2.5% من غاليا، واكتشِفت في ليندنهوف.
في القرن الخامس، استقرت قبيلة ألامانيون الألمانية في الهضبة السويسرية. بقيت القلعة الرومانية قائمة حتى القرن السابع. ذكِرت القلعة الكارولنجية، التي بناها حفيد شارلمان، لودفيش الجرماني، في موقع القلعة الرومانية، في عام 835 (قلعة توريشينو على ضفاف نهر لينديماسي). أسس لودفيش أيضًا كنيسة السيدات عام 853 لابنته هيلدغارد. وهب الدير البندكتي أراضي زيورخ وأوري وغابة ألبيس، ومنح الكنيسة حصانة ووضعها تحت سلطته المباشرة. في عام 1045، منح الملك هنري الثالث الكنيسة الحق في إقامة الأسواق، وجمع الرسوم، وسك العملات المعدنية، وبالتالي جعل رئيسة الدير حاكمة المدينة.
اكتسبت زيورخ الإمبراطورية الفورية (أصبحت مدينة إمبراطورية حرة) في عام 1218 مع انقراض السلالة الرئيسية لأسرة تسرينغن وحصلت على مكانة مماثلة للدولة. خلال ثلاثينيات القرن الثاني عشر، بُني سور المدينة، الذي يحيط بمساحة 38 هكتارًا، وبُني أيضًا أقدم المنازل الحجرية في رينفيغ.  تحولت القلعة الكارولنجية إلى مقلع، وبدأت في الانهيار.
رقّى الإمبراطور فريدريك الثاني رئيسة كنيسة السيدات إلى رتبة دوقة في عام 1234. رشحت رئيسة الكنيسة رئيس البلدية، وكثيرًا ما فوضت مواطني المدينة في سك العملات المعدنية. تضاءلت القوة السياسية للكنيسة ببطء في القرن الرابع عشر، بدءًا من إنشاء قوانين النقابات في عام 1336 على يد رودلف برون، الذي أصبح أيضًا أول عمدة مستقل، أي لم ترشحه رئيسة الكنيسة.
كان الانتهاء من كوديكس مانيس حدثًا مهمًا في أوائل القرن الرابع عشر، وهو مصدر رئيسي للشعر الألماني في العصور الوسطى. كُلفت عائلة مانيس في زيورخ بالمخطوطة المذهبة الشهيرة، والتي توصف بأنها «أجمل مخطوطة ألمانية مُذهبة منذ قرون»، ونُسخت ووضِحت في المدينة في وقت ما بين عامي 1304 و1340.
إن إنتاج عمل مثل هذا كان مشروعًا رفيع المستوى ومكلفًا للغاية، وتطلب عدة سنوات من العمل على أيدي كتّاب ورسامي منمنمات ذوي مهارات عالية، وقد شهد على تزايد ثروة مواطني زيورخ وفخرهم في هذه الفترة. يحتوي العمل على 6 أغاني لسسكيند فون تريمبيرغ، الذي ربما كان يهوديًا، والعمل نفسه يحتوي على تأملات حول الحياة اليهودية في العصور الوسطى، على الرغم من أن هناك معلومات محدودة عنه.
ذكِر اليهود لأول مرة في زيورخ في عام 1273. تشير المصادر إلى أنه كان هناك كنيس يهودي في زيورخ في القرن الثالث عشر، مما يدل على وجود مجتمع يهودي. مع ظهور الطاعون الأسود في عام 1349، استجابت زيورخ، مثل معظم المدن السويسرية الأخرى، باضطهاد وحرق اليهود المحليين، مما مثل نهاية أول مجتمع يهودي هناك. تشكل المجتمع اليهودي الثاني في زيورخ في نهاية القرن الرابع عشر، ولم يدم طويلًا، وطرِد اليهود ومنعوا من دخول المدينة منذ عام 1423 حتى القرن التاسع عشر.

#### الاكتشافات الأثرية
عًثر على امرأة توفيت نحو 200 قبل الميلاد مدفونة في جذع شجرة منحوتة أثناء مشروع بناء في مجمع مدارس كيرن في مارس 2017 في أوسيرسيهل. كشف علماء الآثار أن عمرها كان نحو 40 عامًا عند وفاتها، ومن المحتمل أنها لم تكن تقوم إلا بالقليل من العمل البدني عندما كانت على قيد الحياة. اكتشفوا أيضًا معطف من جلد الغنم، وسلسلة حزام، وفستان صوف فاخر، ووشاح، وقلادة مصنوعة من الزجاج وخرز العنبر.

### الاتحاد السويسري القديم
في 1 مايو 1351، اضطر مواطنو زيورخ إلى أداء قسم الولاء أمام ممثلي كانتونات لوتسيرن، وشفيتس وأوري، وأونترفالدن، الأعضاء الآخرين في الاتحاد السويسري القديم. هكذا، أصبحت زيورخ العضو الخامس في الاتحاد، الذي كان في ذلك الوقت عبارة عن اتحاد كونفدرالي فضفاض يضم دولًا مستقلة بحكم الأمر الواقع. كانت زيورخ هي الكانتون الذي ترأس مجلس النواب منذ عام 1468 وحتى عام 1519. كانت هذه السلطة هي المجلس التنفيذي وهيئة التشريع للكونفدرالية، منذ العصور الوسطى حتى إنشاء الدولة الفيدرالية السويسرية في عام 1848. طرِدت زيورخ مؤقتًا من الكونفدرالية في عام 1440 بسبب الحرب مع الدول الأعضاء الأخرى على أراضي توجنبورج (حرب زيورخ القديمة). لم يحقق أي من الجانبين انتصارًا كبيرًا عند الاتفاق على السلام في عام 1446، وأُعيد قبول زيورخ في الاتحاد السويسري في عام 1450.
بدأ زوينكلي الإصلاح السويسري عندما كان الواعظ الرئيسي في كنيسة غروسمونستر في عام 1519. طبع كريستوف فروشاور الكتاب المقدس في زيورخ عام 1531. أدى الإصلاح إلى تغييرات كبيرة في شؤون الدولة والحياة المدنية في زيورخ، وامتد أيضًا إلى عدة كانتونات أخرى. ظلت العديد من الكانتونات كاثوليكية وأصبحت أساسًا للصراعات الخطيرة التي أدت في النهاية إلى اندلاع حروب كابيل.
خلال القرنين السادس عشر والسابع عشر، تبنى مجلس زيورخ موقفًا انعزاليًا، مما أدى إلى إنشاء حلقة ثانية من التحصينات المهيبة التي بُنيت عام 1624. حفزت حرب الثلاثين عامًا التي اندلعت في جميع أنحاء أوروبا المدينة على بناء هذه الأسوار. تطلبت التحصينات الكثير من الموارد، والتي أخِذت من المناطق الخاضعة دون التوصل إلى أي اتفاق. سُحقت الثورات التالية بوحشية. في عام 1648، أعلنت زيورخ نفسها جمهورية، متخلية عن وضعها السابق باعتبارها مدينة إمبراطورية حرة. في ذلك الوقت، كان النظام السياسي في زيورخ عبارة عن حكم الأقلية (أرستقراطية)، وكانت العائلات المسيطرة في المدينة هي التالية: بونشتيتن، وبرون، وبوركلي، وإيشر فوم غلاس، وإيشر فوم لوكس، وهيرتزل، ويوري (أو فون يوري)، وكيلشسبرغر، ولانديبيرغ، ومانيس، ومايس، وماير فون كنونو، ومولنر، وفون أوريلي.
شهدت الثورة الهيلفيتية عام 1798 سقوط النظام القديم. فقدت زيورخ السيطرة على الأرض وامتيازاتها الاقتصادية، وفصلت المدينة والكانتون ممتلكاتهما بين عامي 1803 و1805. في عام 1839، كان على المدينة أن تستجيب لمطالب مواطنيها الحضريين، بعد زوريبوتش في 6 سبتمبر. هدِمت معظم الأسوار التي بنيت في القرن السابع عشر، دون أن تتعرض للحصار على الإطلاق، لتهدئة المخاوف الريفية بشأن هيمنة المدينة. وقِع على معاهدة زيورخ بين النمسا وفرنسا وسردينيا في عام 1859.

## جامعات زيورخ

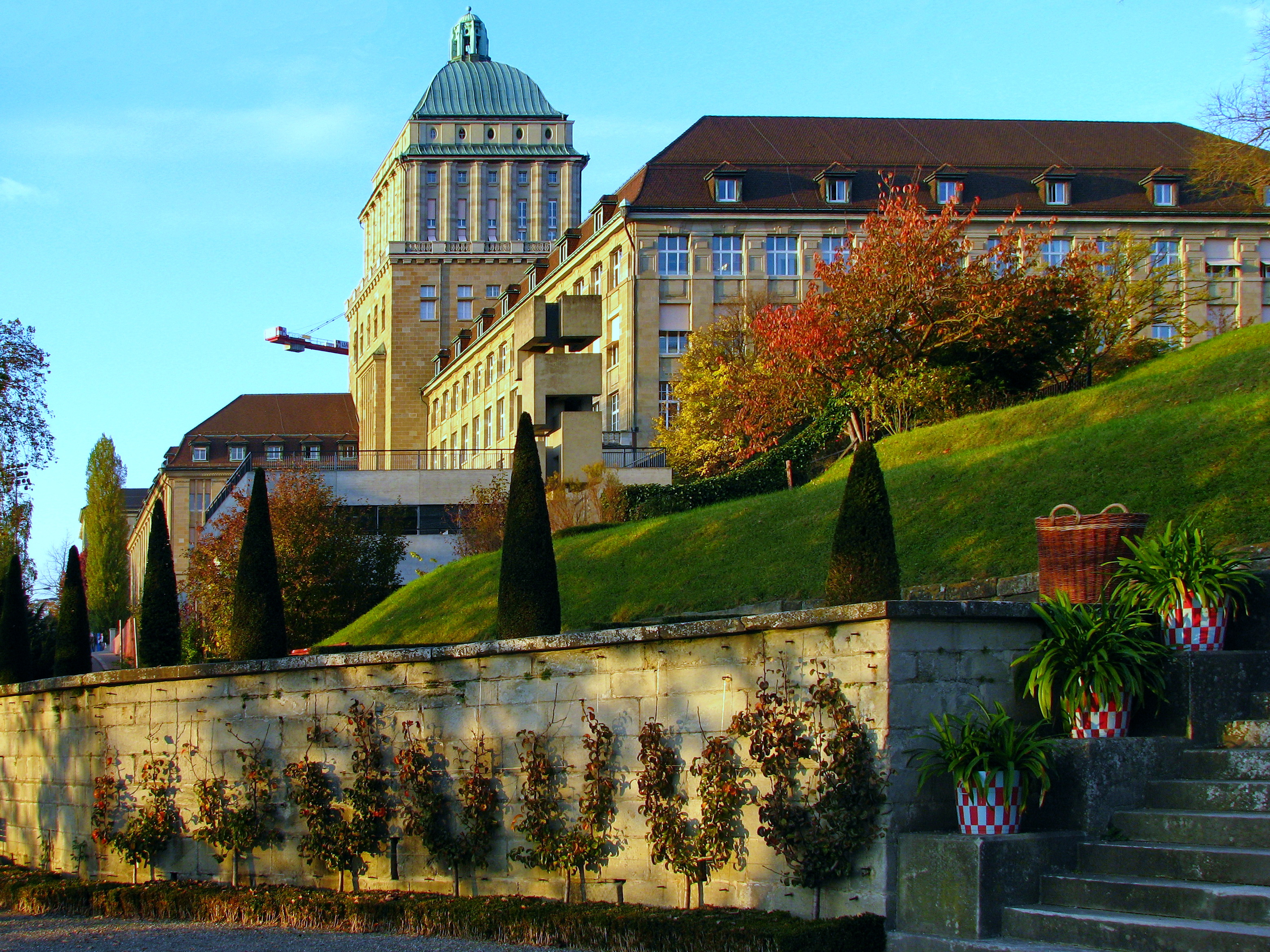
جامعة زيورخ

عدد الطلاب في جامعات زيورخ (الحكومية والخاص) ما يقارب 60,000 طالب.
ثلاث أكبر جامعات سويسرية تقع في مدينة زيورخ
- جامعة زيورخ (University of Zurich) عدد الطلاب: 18,228
- جامعة زيورخ للعلوم التطبيقية (Zurich University of Applied Sciences) عدد الطلاب: 15,334
- المعهد الفدرالي السويسري (Swiss Federal Institute of Technology) عدد الطلاب: 15,093